# Огюст Куде
Луи-Шарл-Огюст Куде или Огюст Куде (на френски: Louis-Charles-Auguste Couder) е френски живописец, роден в Париж на 1 април 1790, починал на 21 юли 1873, погребан в гробището Пер Лашез. Той е ученик на Жан-Батист Рено и Жак-Луи Давид.

## Творчество
Творчеството му е под знака на романтизма и неокласицизма и отразява събитията преди и след Великата френска революция. Верен на епохата, той черпи вдъхновение от древногръцки епични произведения. В сюжетите му преобладават теми на борбата между героите и боговете или титаните. Пример за това са платната му от Аполоновата ротонда в двореца Лувър. В платната си „Херкулес и Антей“ и „Ахил, Скамандър и Симоис“, в които присъстват силните драматични диагонали по-скоро характерни за барока той олицетворява победата на разкрепостените идеали и героизма. За драматизма допринасят ярката палитра и експресивността на лицата.

## Постижения и награди
Куде завършва във Френската академия на изящните изкуства (постъпва през 1839 г.).
Награден е с ордена на Почетния легион заради патриотичните и военните му живописни сюжети.

## Семеен живот
Жени се за дъщерята на скулптора Жан-Батист Стуф, Корнели Стуф.

## Световно признание
Картини от Куде се съхраняват в почти всички големи европейски и световни галерии: във Версай, Прадо, Лувъра, Уолтърс мюзиъм (в Мериленд), в Ермитажа и другаде. Платната му често посещават други музеи, особено в родината му.

## Известни живописни творби
- Портрет на Мохамед Али паша, 1840
- Откриване на заседанието на Генералните щати, 1789
- Битката при Йорктаун, 1781

- Битката при Йорктаун, маслени бои върху платно
- Земя, или битката на Херакъл срещу Антей, 1819. Лувър
- Смъртта на Мазачо, 1817. Ермитаж
- Клетвата в залата за тенис, 20 юни 1789, 1848.
- Смъртта на ген. Моро, около 1819. Лувър
- Клетвата на Държавния съвет в Малкия люксембургски дворец, 25 декември 1799, 1856
- ...Ришельо, (1696 – 1788), 1835. Версай
- Откриване на Генералните щати, 5 май 1789, 1892 – 94.